# 角井村
角井村（かくいむら）は、滋賀県愛知郡にあった村。現在の東近江市の北東部、名神高速道路・百済寺バスストップの東方・南方一帯にあたる。

## 地理
- 河川：南川、加領川

## 歴史
- 1889年（明治22年）4月1日 - 町村制の施行により、平尾村・園村・大林村・市ヶ原村・上中野村・下中野村・池ノ尻村・百済寺村・大覚寺村の区域をもって発足。
- 1955年（昭和30年）2月11日 - 西小椋村と合併して愛東村が発足。同日角井村廃止。

## 交通

### 道路
現在は旧村域に名神高速道路・百済寺バスストップが所在するが、当時は未開通。

## 名所・旧跡・観光スポット・祭事・催事
- 百済寺